# Wedevåg Färg
Wedevåg Färg AB i Vedevåg är ett svenskt företag för tillverkning av färg. Färgproduktionen startades år 1902, som en del av dåvarande Wedevågs Bruks AB.
En hytta omtalas i Vedevåg 1538. Den ägdes 1629-1633 av Louis De Geer och inköptes 1633 tillsammans med ett tillhörande hemman av Pierre Dress, som lät anlägga en stångjärnshammare. Under 30-åriga kriget var Vedevågs bruk en betydande leverantör av krigsmateriel till den svenska armén i Tyskland. Bruket tillhörde senare kronan och under 1600- och 1700-talen Hans Preuss och hans son Hans Ehrenpreus och senare Carl C:son Broman samt släkterna Hallencreutz, Schön, Adelborg och Sparre och Keiller.
1723 stiftades Wedevog och Qvarnbacka jern och ståhl-compagnie med 34 lottägare, däribland Henrik Harmens av släkten Harmens. Bolaget hade stor export och ombud i bland annat Hamburg, Paris, Amsterdam, Lissabon och Alger.
Från 1860-talet startade den produktion av olika typer av verktyg; yxor, spadar, skyfflar, plogbillar, grepar, hackor och högafflar vilka för lång tid framöver kom att bli brukets främsta produkter och under slutet av 1800-talet var bruket en av de främsta tillverkarna av dessa varor i Sverige. Under 1880-talet gick dock bruket allt sämre. 1887 ombildades bruket till aktiebolag, men sedan i början av 1890-talet var aktiekapitalet förbrukat. En grupp intressenter köpte upp bruket och bildade 1893 Vedevågs Bruks Nya Aktiebolag. Den gamla tillverkningen fortsatte men även nya produkter togs upp i sortimentet, bland annat trädgårdsmöbler, och en ny färg- och fernissfabrik uppfördes för att själva kunna måla sina möbler.
Från 1913 uppgick man tillsammans med Koppoms bruk i Wedevåg-Koppom AB.
År 2012 såldes Wedevåg Färg AB till finskägda Teknos AB och verkade under hela 2013 under bolagsnamnet Teknos Wedevåg Färg AB. Från och med 2014 fusionerades Teknos AB och Teknos Wedevåg Färg AB och verkar nu enbart under bolagsnamnet Teknos AB.